# Corpo de Bombeiros Militar do Estado do Acre
O Corpo de Bombeiros Militar do Estado do Acre (CBMAC) é uma Corporação cuja principal missão consiste na execução de atividades de Defesa Civil, Prevenção e Combate a Incêndios, Buscas, Salvamentos e Socorros Públicos no âmbito do Estado do Acre.
Ele é Força Auxiliar e Reserva do Exército Brasileiro, e integra o Sistema de Segurança Pública e Defesa Social do Brasil. Seus integrantes são denominados Militares dos Estados pela Constituição Federal de 1988, assim como os membros da Polícia Militar do Estado do Acre.

## Histórico
Desde a instauração do Governo Provisório do Estado Independente do Acre, em 1899, já se previa um Corpo de Bombeiros anexo ao Departamento de Justiça. Posteriormente, com a transformação da região em Território Federal, esse serviço passou a ser feito em caráter precário pelas Companhias Regionais de Polícia. O atual Corpo de Bombeiros somente foi efetivamente organizado em 1974, anexo à criação da Polícia Militar do Estado do Acre. Em 18 de dezembro de1990 a Corporação desvinculou-se da Polícia Militar, passando a usufruir de autonomia administrativa e financeira, e se subordinando diretamente ao Governo do Estado.

## Missão do CBMAC
- Prevenção e extinção de incêndios urbanos e florestais;
- Realização de serviços de busca e salvamento de pessoas, animais, bens e haveres;
- Atendimento emergencial pré-hospitalar;
- Realização de vistorias em edificações;
- Realização de perícias de incêndios;
- Atendimento de socorro nos casos de inundações, desabamentos ou catástrofes; onde haja pessoas em iminente perigo de vida, ou ameaça de destruição de haveres;
- Estudo, análise, planejamento e fiscalização da segurança contra incêndios, no âmbito estadual;
- Embargo ou interdição de obras, serviços, habitações ou locais de diversões públicas, que não ofereçam condições de segurança para o funcionamento;
- Estudo, Prevenção e combate a incêndios florestais;
- Em caso de mobilização do Exército Brasileiro, cooperação nos serviços de Defesa Civil mediante autorização do Governo do Estado.